# Eva Oude Elberink
Eva Oude Elberink (Oldenzaal, 13 april 2006) is een Nederlands voetbalspeelster. Ze speelt als aanvaller voor FC Twente. Oude Elberink is Nederlands jeugdinternational.

## Clubcarrière
Oude Elberink speelde in haar jeugdjaren voor Quick '20 uit haar geboorteplaats Oldenzaal alvorens ze overstapte naar de jeugdopleiding van FC Twente. Op 11 december 2022 maakte Oude Elberink haar debuut voor 
FC Twente Vrouwen in de Vrouwen Eredivisie. Ze tekende op 21 april 2023 samen met teamgenote Suus Verdaasdonk haar eerste profcontract voor FC Twente Vrouwen.
In de wedstrijd om de  Supercup op 2 september 2023 wist Oude Elberink haar eerste doelpunt voor FC Twente te maken door in de 81ste minuut Ajax keepster Regina van Eijk te passeren en de stand naar 1-5 te brengen. In het seizoen 2024/25 kwam ze tot zes invalbeurten en werd ze met FC Twente voor het tweede jaar op rij landskampioen van Nederland. Op 20 mei 2025 tekende Oude Elberink een nieuw contract dat haar tot medio 2028 aan de club uit Enschede verbonden houdt.

## Statistieken
| Seizoen | Club      | Competitie | Competitie | Competitie | Beker | Beker | Overig | Overig | Totaal | Totaal |
| Seizoen | Club      | Competitie | Wed.       | Dlp.       | Wed.  | Dlp.  | Wed.   | Dlp.   | Wed.   | Dlp.   |
| ------- | --------- | ---------- | ---------- | ---------- | ----- | ----- | ------ | ------ | ------ | ------ |
| 2022/23 | FC Twente | Eredivisie | 1          | 0          | 0     | 0     | 0      | 0      | 1      | 0      |
| 2023/24 | FC Twente | Eredivisie | 11         | 1          | 1     | 0     | 1      | 1      | 10     | 2      |
| 2024/25 | FC Twente | Eredivisie | 7          | 0          | 2     | 0     | 3      | 0      | 12     | 0      |
| Totaal  | Totaal    | Totaal     | 19         | 1          | 5     | 2     | 4      | 1      | 28     | 4      |

Bijgewerkt t/m 14 juli 2025.

## Interlandcarrière
In het najaar van 2021 speelde Oude Elberink haar eerste wedstrijd voor Oranje O16. In deze wedstrijd tegen de leeftijdgenoten van België scoorde Oude Elberink ook gelijk haar eerste doelpunt. In april 2022 deed Oude Elberink met Oranje O16 mee aan het Montaigu Tournament in Frankrijk. Op dit toernooi scoorde ze twee keer en werd ze ook uitgeroepen tot beste speelster van het toernooi. Op 25 september mocht Oude Elberink haar debuut maken voor Oranje O19 in een 7-2 overwinning op Oostenrijk. Oude Elberink luisterde haar debuut op door twee keer te scoren. In 2024 speelde ze met Oranje O20 het wereldkampioenschap in Colombia. Op dit eindtoernooi behaalde ze de vierde plaats.
1 De Jong ·
2 Everaerts ·
4 Carleer ·
5 Knol ·
6 Groenewegen ·
7 Hulst ·
8 Van Ginkel ·
9 Ravensbergen ·
10 Van Dooren ·
11 Tuin ·
12 Vliek ·
14 Rijsbergen ·
15 Diekman ·
16 Lemey ·
17 Andradóttir ·
18 Te Brake ·
19 Proost ·
20 Van Dijk ·
21 Oude Elberink ·
22 Bussman ·
23 Verdaasdonk ·
24 Galic ·
25 Van der Vegt ·
26 Vissers ·
29 Ivens ·
Coach: Pot
· Assistent-coach: Bakker